# Neoclitocybe euomphalos
Neoclitocybe euomphalos är en svampart som först beskrevs av Miles Joseph Berkeley, och fick sitt nu gällande namn av Rolf Singer 1973. Neoclitocybe euomphalos ingår i släktet Neoclitocybe och familjen Tricholomataceae.   Inga underarter finns listade i Catalogue of Life.